# Rolls-Royce Goshawk
«Роллс-ройс Госхок» (англ. Rolls-Royce Goshawk) — 21,25-літровий, поршневий, 12-ти циліндровий, V-подібний авіаційний двигун з рідинним випарним охолодженням виробництва британської компанії Rolls-Royce Limited

## Історія
«Роллс-ройс Госхок», що розроблявся на основі прототипу Kestrel IV, переробленого під випарне охолодження, був одним з експериментальних авіаційних двигунів. Замість того, щоб підтримувати температуру охолоджуючої рідини нижче точки кипіння, вона повинна була випаровуватися, в процесі пароутворення передаючи більше тепла від двигуна. Відповідно, можна було обійтися меншою кількістю охолоджуючої рідини і зменшити вагу силової установки. Однак замість звичайного радіатора такій системі був потрібний набагато більший за площею конденсатор, і його розміщення на літаку становило проблему; що в результаті призвело до скасування виробництва двигунів цього типу. Загалом було побудовано лише 20 одиниць «Госхок».

## Застосування
- Blackburn F.3
- Bristol Type 123
- Gloster Gnatsnapper
- Hawker Fury
- Hawker P.V.3
- Supermarine Type 224
- Westland-Hill Pterodactyl
- Westland F.7/30